# Anthrax rufiventris
Anthrax rufiventris är en tvåvingeart som först beskrevs av Blanchard 1852.  Anthrax rufiventris ingår i släktet Anthrax och familjen svävflugor. Inga underarter finns listade i Catalogue of Life.